# Chi Mỡ vạng
Chi Mỡ vạng (danh pháp khoa học: Pachylarnax) là một chi thực vật thuộc họ Magnoliaceae.

## Các loài
Chi này có các loài sau (tuy nhiên danh sách này có thể chưa đủ):
- Pachylarnax pleiocarpa Dandy
- Pachylarnax praecalva, Dandy: Mỡ vạng
- Pachylarnax sinica (Y.W. Law) N.H. Xia & C.Y. Wu